# Суксунский район
Суксу́нский райо́н — административный район Пермского края России. В границах района образован Суксунский муниципальный округ. Административный центр — рабочий посёлок Суксун.

## География
Суксунский район граничит с Октябрьским, Ординским, Кунгурским, Кишертским районами (округами) Пермского края и со Свердловской областью. Площадь района — 1977 км².
Климат умеренно континентальный. Леса района, в основном хвойно-широколиственные, сосредоточены на востоке и западе района, часть территории района занимает Кунгурская лесостепь.

## История
Район появился 27 февраля 1924 года. Не существовал с 1932 по 1935 годы и в 1963—1964 годах. Создан на базе Агафонковской, Тисовской, Торговищенской, Сыринской, Верх-Суксунской, Златоустовской, Сабарской, Суксунской, Молебской (частично) волостей Красноуфимского уезда Пермской губернии.

## Население
| 1926    | 1939    | 1959    | 1970    | 1979    | 1989    | 2000    | 2002    | 2005    |
| ------- | ------- | ------- | ------- | ------- | ------- | ------- | ------- | ------- |
| 41 363  | ↘34 024 | ↘31 025 | ↘30 149 | ↘25 853 | ↘23 654 | ↘22 171 | ↘21 925 | ↘21 529 |
| 2006    | 2007    | 2008    | 2009    | 2010    | 2011    | 2012    | 2013    | 2014    |
| ↘21 300 | ↘21 100 | ↘20 925 | ↘20 796 | ↘20 099 | ↘20 046 | ↘19 997 | ↘19 875 | ↘19 760 |
| 2015    | 2016    | 2017    | 2018    | 2019    | 2020    | 2021    | 2023    |         |
| ↘19 711 | ↘19 696 | ↘19 632 | ↘19 433 | ↘19 181 | ↘19 047 | ↘18 603 | ↘18 289 |         |

### Урбанизация
В городских условиях (рабочий посёлок Суксун) проживают  45,37 % населения района.

### Национальный состав
На 2002 год: русские — 83 %, татары — 8 %, марийцы —7 %, остальные — представители других национальностей.

## Муниципальное устройство
В рамках организации местного самоуправления в границах района образован Суксунский муниципальный округ.
Первоначально, в 2004—2019 годах, существовал Суксунский муниципальный район, в состав которого первоначально входило 5 муниципальных образований: 1 городское и 4 сельских поселения. В 2013 году Тисовское сельское поселение было упразднено и включено в Ключевское сельское поселение. В 2019 году муниципальный район и все входившие в него поселения были объединены в единое муниципальное образование — Суксунский городской округ. С 1 января 2025 года городской округ был преобразован в муниципальный.
| № | Наименование                    | Административный центр | Количество населённых пунктов | Население (чел.) |
| - | ------------------------------- | ---------------------- | ----------------------------- | ---------------- |
| 1 | Суксунское городское поселение  | рабочий посёлок Суксун | 2                             | ↘8211            |
| 2 | Киселёвское сельское поселение  | деревня Киселево       | 11                            | ↘2503            |
| 3 | Ключевское сельское поселение   | село Ключи             | 23                            | ↘4607            |
| 4 | Поедугинское сельское поселение | деревня Поедуги        | 27                            | ↘3860            |

## Населённые пункты
В Суксунском районе 63 населённых пункта: 1 рабочий посёлок и 62 сельских населённых пункта.
| №  | Населённый пункт   | Тип                   | Население | Бывшее муниципальное образование |
| -- | ------------------ | --------------------- | --------- | -------------------------------- |
| 1  | Суксун             | рабочий посёлок (пгт) | ↘8298     | Суксунское городское поселение   |
| 2  | Агафонково         | деревня               | 252       | Ключевское сельское поселение    |
| 3  | Балаши             | деревня               | 64        | Ключевское сельское поселение    |
| 4  | Бердыкаево         | деревня               | 110       | Ключевское сельское поселение    |
| 5  | Берёзовка          | деревня               | 77        | Поедугинское сельское поселение  |
| 6  | Бор                | село                  | 219       | Поедугинское сельское поселение  |
| 7  | Брехово            | село                  | 733       | Ключевское сельское поселение    |
| 8  | Бырма              | деревня               | 377       | Поедугинское сельское поселение  |
| 9  | Васькино           | деревня               | 284       | Поедугинское сельское поселение  |
| 10 | Верхняя Истекаевка | деревня               | 116       | Поедугинское сельское поселение  |
| 11 | Верх-Суксун        | село                  | 115       | Киселёвское сельское поселение   |
| 12 | Говырино           | деревня               | 49        | Ключевское сельское поселение    |
| 13 | Дикое Озеро        | деревня               | 95        | Киселёвское сельское поселение   |
| 14 | Елесино            | деревня               | 7         | Ключевское сельское поселение    |
| 15 | Журавли            | деревня               | 40        | Поедугинское сельское поселение  |
| 16 | Иванково           | деревня               | 146       | Поедугинское сельское поселение  |
| 17 | Каменка            | деревня               | 188       | Поедугинское сельское поселение  |
| 18 | Киселево           | деревня               | 671       | Киселёвское сельское поселение   |
| 19 | Ключи              | село                  | ↗1717     | Ключевское сельское поселение    |
| 20 | Ковалево           | деревня               | 216       | Киселёвское сельское поселение   |
| 21 | Копорушки          | деревня               | 25        | Ключевское сельское поселение    |
| 22 | Кошелево           | деревня               | ↘177      | Суксунское городское поселение   |
| 23 | Красный Луг        | деревня               | ↘121      | Поедугинское сельское поселение  |
| 24 | Куликово           | деревня               | 33        | Киселёвское сельское поселение   |
| 25 | Ларичи             | деревня               | 4         | Ключевское сельское поселение    |
| 26 | Мартьяново         | деревня               | 113       | Ключевское сельское поселение    |
| 27 | Моргуново          | деревня               | 179       | Киселёвское сельское поселение   |
| 28 | Морозково          | деревня               | 77        | Поедугинское сельское поселение  |
| 29 | Набоки             | деревня               | 12        | Ключевское сельское поселение    |
| 30 | Нижняя Истекаевка  | деревня               | 258       | Поедугинское сельское поселение  |
| 31 | Опалихино          | деревня               | 247       | Киселёвское сельское поселение   |
| 32 | Осинцово           | деревня               | 162       | Ключевское сельское поселение    |
| 33 | Пастухово          | деревня               | 72        | Ключевское сельское поселение    |
| 34 | Пеганово           | деревня               | 246       | Поедугинское сельское поселение  |
| 35 | Пепелыши           | деревня               | 180       | Поедугинское сельское поселение  |
| 36 | Поедуги            | деревня               | 336       | Поедугинское сельское поселение  |
| 37 | Полько             | деревня               | 18        | Ключевское сельское поселение    |
| 38 | Сабарка            | село                  | 661       | Киселёвское сельское поселение   |
| 39 | Сажино             | деревня               | 17        | Поедугинское сельское поселение  |
| 40 | Сасыково           | деревня               | 124       | Поедугинское сельское поселение  |
| 41 | Сивково            | деревня               | 51        | Поедугинское сельское поселение  |
| 42 | Советная           | село                  | 255       | Киселёвское сельское поселение   |
| 43 | Сызганка           | деревня               | 430       | Поедугинское сельское поселение  |
| 44 | Сыра               | село                  | 324       | Ключевское сельское поселение    |
| 45 | Тарасово           | деревня               | 154       | Поедугинское сельское поселение  |
| 46 | Тебеняки           | деревня               | 279       | Поедугинское сельское поселение  |
| 47 | Тис                | село                  | 356       | Ключевское сельское поселение    |
| 48 | Торговище          | село                  | 401       | Ключевское сельское поселение    |
| 49 | Тохтарево          | деревня               | 145       | Поедугинское сельское поселение  |
| 50 | Тукманы            | деревня               | 37        | Поедугинское сельское поселение  |
| 51 | Усть-Иргино        | деревня               | 108       | Поедугинское сельское поселение  |
| 52 | Усть-Лог           | деревня               | 52        | Ключевское сельское поселение    |
| 53 | Филипповка         | деревня               | 11        | Поедугинское сельское поселение  |
| 54 | Цыганы             | деревня               | 44        | Киселёвское сельское поселение   |
| 55 | Чекарда            | деревня               | 28        | Ключевское сельское поселение    |
| 56 | Чистяково          | деревня               | 4         | Ключевское сельское поселение    |
| 57 | Шатлык             | деревня               | 75        | Поедугинское сельское поселение  |
| 58 | Шахарово           | деревня               | 374       | Ключевское сельское поселение    |
| 59 | Шестаково          | деревня               | 0         | Поедугинское сельское поселение  |
| 60 | Южный              | посёлок               | 184       | Киселёвское сельское поселение   |
| 61 | Юлаево             | деревня               | 111       | Ключевское сельское поселение    |
| 62 | Юркан              | деревня               | 74        | Поедугинское сельское поселение  |
| 63 | Ярушино            | деревня               | 71        | Ключевское сельское поселение    |

По состоянию на 1 января 1981 года на территории Октябрьского района находились 68 населённых пунктов, в том числе 1 рабочий посёлок и 67 сельских населённых пунктов.